# Josef Titta

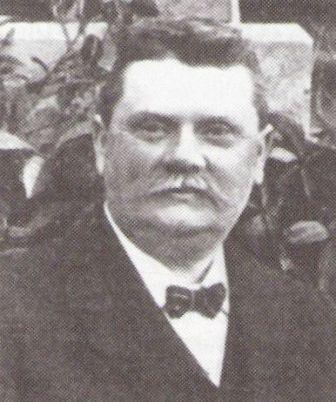
Josef Titta im Jahre 1906

Josef Wenzel Titta (* 24. Januar 1863 in Prosmik bei Leitmeritz; † 10. August 1923 in Most) war Gründer und Obmann des Deutschen Volksrates für Böhmen und nationaler Vorkämpfer für die Rechte der Deutschen in Böhmen und Mähren.

## Leben
Titta war Sohn eines Baggerschiffführers. Er studierte in Prag Medizin und promovierte am 21. Januar 1889. Als Student wurde er 1881 Mitglied der Prager Burschenschaft Teutonia; später Mitglied in den Burschenschaften Cimbria Dresden (1911), Arminia Graz (1919) und Albia Wien (1919). Nach Beendigung seines medizinischen Studiums wurde er ab 1889 praktischer Arzt in Trebnitz (Distriktsarzt des Bezirkes Lobositz), Arzt der Leitmeritzer Bezirkskrankenkasse und Medizinalrat.
Er führte schon frühzeitig den Nationalitätenkampf an der deutsch-tschechischen Sprachgrenze. So begründete er 1889 den „Deutschen Schutzverein Germania“ für Trebnitz und Umgebung. Titta war tatkräftiger Förderer des deutschen Vereins- und Kulturlebens in diesem Grenzgebiet, u. a. Gründer des Schulerhaltungsvereins und der Knaben- und Mädchen-Fortbildungsschule. Die Gründung des Bundes der Deutschen in Böhmen ging ebenso auf seine Initiative zurück, wie die Gründung (1903) des Deutschen Volksrates für Böhmen, dessen Obmann er von 1905 bis 1918 war. Der Deutsche Volksrat für Böhmen diente zur Ergänzung der Arbeit der politischen Parteien und damit zur Lösung des böhmischen Autonomieproblems. Der Volksrat galt als bedeutsamste deutsche Schutzgemeinschaft des alten Österreichs. Er schuf die deutsche Sektion der Landeskommission für Kinderschutz und Jugendfürsorge und war Herausgeber (1905–1918), der Deutschen Hochschulstimmen später (1909–1923) der Deutschen Hochschulzeitung.
1918 wurde er Mitglied der deutschböhmischen Landesversammlung. Aufgrund seines Einsatzes für die deutschen Rechte in Böhmen musste er nach dem Zusammenbruch der k.u.k. Monarchie nach dem Ersten Weltkrieg und der Gründung der Tschechoslowakei nach Dresden fliehen. Im Frühjahr 1919 sprach er mehrmals bei der amerikanischen Friedensvorbereitungskommission in Wien unter Calvin Coolidge vor, um die Trebnitzer Sprachgrenzengemeinden zu unterstützen. Nach Zusicherung der Prager Behörden auf freies Geleit kehrte er im Mai 1919 nach Lobositz zurück. Kurze Zeit später wurde von tschechischen Nationalisten ein Handgranatenattentat auf ihn in seinem Trebnitzer Landhaus verübt. Er überlebte es unbeschadet, wurde aber verhaftet und in Prag eingesperrt. Nach einigen Wochen wurde er von den Prager Behörden wieder entlassen. Er musste auf weitere politische Tätigkeit verzichten und verbrachte die letzten Lebensjahre wieder als Landarzt in Trebnitz. Sein Wunsch einer Autonomie Deutschböhmens und des ganzen Sudetenlandes erfüllte sich nicht. Mit dem Vertrag von Saint-Germain wurden die mehrheitlich deutsch besiedelten Gebiete dem neuen Staat Tschechoslowakei zugesprochen.
Am 10. August 1923 verstarb er im Brüxer Krankenhaus an chronischer Nierenentzündung. Die Urne mit seiner Asche wurde in der deutsch-evangelischen Kirche in Trebnitz vor dem Hochaltar beigesetzt. Diese Kirche und somit sein Grab wurde durch die Regierung der ČSR später an die Tschechoslowakische Hussitische Kirche übergeben. 1959 wurde die Kirche in ein Mineralienmuseum umgewandelt. Dabei wurde Tittas Grabstätte zerstört.

## Ehrungen
- Titta erhielt die Ehrenbürgerwürde der Städte Leitmeritz, Aussig, Theresienstadt, Bruch, Liboch, Dlaschkowitz und Nettluk.
- Nach ihm wurde eine Straße in den Münchner Stadtteilen Milbertshofen und Am Hart benannt.
- Nachdem die Prager Universität 1939 unter deutsche Verwaltung gestellt worden war, mussten auch die dortigen Burschenschaften sich in Kameradschaften des NS-Studentenbundes umwandeln. Die Burschenschaft Teutonia nahm den Namen Kameradschaft Josef Titta an.[1]

## Schriften
- Der nationale Kampf an der Trebnitzer Sprachgrenze im Jahre 1902–1912. Jahresbericht des Deutschen Vereins „Germania“.
- Zur nationalen Frage. 2 Bände, Trebnitz 1908.